# Marguerite Bérard
Pour les articles homonymes, voir Bérard.
Marguerite Bérard, née le 31 décembre 1977 à Paris, est une haute fonctionnaire et banquière française.
Major de la promotion Léopold Sédar Senghor de l'École nationale d'administration (ENA) et membre du corps de l'Inspection générale des finances, elle a été conseillère de Nicolas Sarkozy à l’Élysée, directrice de cabinet ministériel, numéro 2 du groupe BPCE, puis directrice des réseaux France de BNP Paribas. 
En avril 2025, elle prend la tête de la banque néerlandaise ABN AMRO.

## Biographie

### Situation personnelle

#### Vie familiale
Marguerite Bérard est fille d'un couple d'énarques. Son père, Jean-Michel Bérard, a été préfet du Nord-Pas-de-Calais. Sa mère a été banquière, conseillère de Jacques Chirac et membre des cabinets de Simone Veil, à la Santé, et du Premier ministre Raymond Barre.
Marguerite Bérard épouse un énarque de sa promotion, Thomas Andrieu, dont elle est séparée en 2019. Elle se remarie le 25 juin 2022 avec François Pérol. Elle est mère de deux enfants.

#### Études et formation
Elle est diplômée de l'Institut d'études politiques de Paris en 1999, année au cours de laquelle elle assume la présidence de la Conférence Olivaint. Pendant son année de césure à l’université de Georgetown, elle travaille occasionnellement pour le Pittsburgh Post-Gazette. Elle obtient un Master of Public Administration à l'université de Princeton en 2001.
Elle intègre ensuite l’ENA, dont elle sort major de la promotion Senghor (2002-2004).
Lors de l’amphi de garnison de fin d'études, avant d'opter pour l'Inspection générale des finances, elle remet au directeur Antoine Durrleman un document d'une vingtaine de pages signé par tous les membres de sa promotion, dressant, sous le titre « ENA : l’urgence d’une réforme », un état des lieux des dysfonctionnements relevés par les étudiants au cours des deux années qu’ils viennent de passer à l'école ou en stage dans l'administration.

### Carrière

#### Haute fonctionnaire
La première partie de sa carrière est consacrée aux affaires sociales, d’abord à l’Inspection générale des Finances à sa sortie de l’ENA en 2004, puis à la présidence de la République de 2007 à 2010, puis au cabinet du ministre du Travail, de l’Emploi et de la Santé, de 2010 à 2012.
À l'Inspection des Finances, elle est chargée de mission auprès de Jean-Pierre Jouyet, à l'époque chef de service. Elle y travaille sur la tarification à l'activité des hôpitaux, le rapprochement des procédures entre le PLFSS et le PLF, et livre un rapport sur les aides publiques aux entreprises.
En 2007, elle est appelée par Raymond Soubie, dont elle devient la plume, pour un poste de conseillère technique puis conseillère chargée des questions d’emplois et de protection sociale (assurance maladie, retraites, familles) aux affaires sociales dans le cabinet du président de la République française. Libérale, elle s’estime plusieurs fois mise en porte-à-faux au cours du quinquennat sur des questions de société.
En 2010, elle prend la direction du cabinet de Xavier Bertrand, ministre du Travail, de l’Emploi et de la Santé.
En mars 2013, elle est nommée au Haut Conseil des finances publiques par Gilles Carrez, alors président de la commission des Finances en tant que personnalité extérieure qualifiée. Elle reste membre du Haut Conseil jusqu'au 21 septembre 2015.

#### Banquière
À partir de 2012, elle entre dans le secteur privé et devient banquière, d’abord au sein du Groupe BPCE, puis chez BNP Paribas (2019), qu'elle quitte en 2024.
Elle est nommée au comité de direction générale du Groupe BPCE (Banque populaire Caisse d'épargne) en tant que directrice générale adjointe chargée de la stratégie, des affaires juridiques, du secrétariat général et de la conformité et y rejoint ainsi François Pérol, qu’elle a connu à l’Élysée. Elle devient directrice générale au sein du directoire de BPCE, chargée des finances, de la stratégie, des affaires juridiques et du secrétariat du conseil, en 2016.
En 2019, elle prend la direction des Réseaux France de BNP Paribas, en remplacement de Marie-Claire Capobianco, avec comme mission de réorganiser le réseau et de transformer les métiers du conseil. Elle est également membre du comité exécutif.
À plusieurs reprises dans les médias, elle souligne le rôle essentiel des banques pendant la crise sanitaire, notamment leur mobilisation rapide pour le prêt garanti par l'État (PGE), l’extension de son délai de remboursement, l’accélération du paiement mobile,.
Le 15 mars 2024, elle annonce quitter ses fonctions au sein de BNP Paribas. 
En avril 2025, elle prend la tête de la banque néerlandaise ABN AMRO.

## Décorations
- Chevalier de l'ordre national du Mérite. Décret du 31 décembre 2020[19]

## Publication
- Le Siècle d'Assia : récit, Paris, Flammarion, 2019, 199 p. (ISBN 978-2-08-144543-7) - Dans ce récit, Marguerite Bérard retrace l’histoire de son grand-père maternel, Emmanuel Genstein, né en 1903 dans une famille juive à Rovno. Elle explique que « ce récit est une traversée de l’Europe et du vingtième siècle, à hauteur d’homme »[20].
- sous le pseudonyme d'Elena B. Morozov, Oligarque, Éditions Grasset, 2022, 528 p. (ISBN 9782246826118).